# Бернарди, Кристиан
Кристиа́н Берна́рди (исп. Christian Oscar Bernardi; родился 10 марта 1990 года, Кордова) — аргентинский футболист, полузащитник клуба «Колон».

## Биография
Кристиан Бернарди — воспитанник академии клуба «Институтоа» из родного города футболиста. Однако на профессиональном уровне (в третьем дивизионе — Архентино A) он дебютировал за команду «Химнасия и Эсгрима» из Консепсьона-дель-Уругвай в 2011 году, куда Бернарди был отдан в краткосрочную аренду для получения игровой практики. За родную команду в Примере B Насьональ дебютировал 18 августа 2012 года в гостевой игре против «Альмиранте Брауна», выйдя на замену на 60-й минуте. Его команда уступила со счётом 0:2.
Проведя более 100 матчей в Примере B Насьональ, в 2016 году Кристиан Бернарди принял решение сменить команду. В июле он стал игроком «Колона», выступавшего в Примере.
После не очень успешного для себя сезона 2018/19 Бернарди планировал сменить команду, однако на продлении контракта настоял тренер Пабло Лавальен. Тренерское доверие вдохновило полузащитника, который в розыгрыше Южноамериканского кубка 2019 стал единственным игроком, проведшим все матчи своей команды. Также Бернарди отметился тремя забитыми голами и помог «Колону» впервые в истории выйти в финал международного турнира.

## Титулы и достижения
- Финалист Южноамериканского кубка (1): 2019